# Hexatoma vamana
Hexatoma vamana är en tvåvingeart som beskrevs av Alexander 1961. Hexatoma vamana ingår i släktet Hexatoma och familjen småharkrankar. Inga underarter finns listade i Catalogue of Life.